# Klaus-Peter Schrammel
Klaus-Peter Schrammel (* 15. Jänner 1942 in Bregenz, Vorarlberg) ist ein emeritierter österreichischer Rechtsanwalt mit den Schwerpunkten Strafverteidigung und Urheberrecht, sowie auch Pianist, Keyboarder und Komponist.

## Leben
Klaus-Peter Schrammel wurde als Sohn des Musiklehrers und Cellisten Friedrich Schrammel in Bregenz geboren. Er ist der Urenkel von Johann Schrammel, dem Mitbegründer der Schrammelmusik und des gleichnamigen Quartetts (1884–1893). Bereits mit acht Jahren besuchte er die Städtische Musikschule in Bregenz. Dort erhielt Klavier- und Cellounterricht sowie auch eine Einführung in die Musiktheorie bei Aldo Kremmel, der ihn besonders förderte.
Von 1956 bis 1959 spielte er als Cellist bei einem Streichquartett, fühlte sich aber mehr zum Klavier und auch zum Jazz hingezogen. So spielte er als Pianist bei verschiedenen Jazz- und Kommerzgruppen. In den frühen 1960er Jahren kam es zu Konzerten wie auch Rundfunkaufnahmen mit seinen eigenen Gruppen, dem Continental Quintett, der Gruppe Phönix sowie dem Schrammel-Quartett in Österreich, Schweiz und in Deutschland.
Nach seiner Matura (Abitur) 1964 studierte er in Wien an der Juridischen Fakultät der Universität Wien sowie einige Semester Psychologie. Im Jahre 1969 promovierte Klaus-Peter Schrammel zum Doktor juris.
Ab 1969 besuchte er das Konservatorium der Stadt Wien (heute Konservatorium Wien Privatuniversität), Institut für Jazz. Studienreisen wie auch ‑aufenthalte führten ihn 1969/1970 in die USA und nach Mexiko. Im Jahre 1974 folgten Reisen in den Iran, nach Afghanistan, Indien und Nepal.
Nach seiner Rückkehr eröffnete er 1975 als selbständiger Anwalt seine Kanzlei in der Riemergasse 14, in 1010 Wien und kombinierte seine Berufung als Musiker mit dem Juristenberuf. Als Strafverteidiger vertrat er u. a. den Palmers-Entführer Thomas Gratt wie auch den Erbauer von Kugelmugel, Edwin Lipburger. Er war auch Rechtsberater der Musikergilde (Musiker-Komponisten-Autorengilde – MKAG). 2007 setzte er sich als Anwalt zur Ruhe.
Er ist seit 1980 mit der Blues-Sängerin, Fluxus-Künstlerin  Christine Jones verheiratet. Sie haben gemeinsam die Yedermann Productions, Verein zur Förderung der österr. Kunst sowie die KUNST>KANZLEI gegründet, wo er auch Alben von Hermann Nitsch wie Komposition für Orgel produzierte. Seit 1981 spielte er bei den Bands „JONESMOBILe“ und „Christine Jones Trinity“ als Pianist. Auch sorgt er für kulturellen Austausch mit anderen Musikkulturen beim Schrammelklangfestival in Litschau. 2011 gründete Schrammel u. a. mit dem Kulturpromotor Wolfgang Lamprecht den Verein Music & Poetry Basket.

## Diskographische Hinweise
- Christine Jones Jonesmobile (1981, mit Hans Salomon, Lee Harper, Fritz Pauer, Karl Ratzer, u. a.; 1981)
- Christine Jones Trinity (1988)
- Christine Jones Schlaf Schlaf Schlaf / Jet Set Party
- Christine Jones 33 Jahre Jonesmobile (2013, mit Thomas Faulhaber, Aaron Wonesch, Harry Putz, Tommy Böröcz)

## Schriften
- Plattenverträge Vorsicht: Schallplattenvertrag ist nicht gleich Schallplattenvertrag